# Otto Prechtler

Otto Prechtler, Lithographie von Gabriel Decker

Johann Otto Prechtler (* 21. Jänner 1813 in Grieskirchen; † 6. August 1881 in Innsbruck) war ein österreichischer Dramatiker, Lyriker, Librettist und Staatsbeamter (Archivar). In seiner Epoche wurde er auf Österreichs Bühnen viel gespielt.

## Leben
Otto Prechtler wurde 1813 in einfachen Verhältnissen geboren. Er studierte in Linz und Wien Geschichte und Philosophie. Er war auch kurzzeitig als katholischer Geistlicher tätig.
Von 1834 bis 1851 war er als Beamter bei der Hofkammer in Wien beschäftigt. Es folgte eine Tätigkeit von 1851 bis 1856 als Hilfsämterdirektor im Ministerium für Landeskultur und Bergbau und dann war er von 1856 bis zu seiner Pensionierung 1866 Archivdirektor im Finanzministerium des Kaiserreiches Österreich, als direkter Nachfolger von Franz Grillparzer, mit dem ihn eine lebenslange Freundschaft verband. Grillparzer war es auch, der ihm den jungen Tiroler Komponisten Josef Netzer vorstellte. Prechtler verfasste daraufhin das Libretto zu Netzers Oper „Mara“, die 1841 an der Wiener Hofoper mit großem Erfolg uraufgeführt wurde.
Der Literat Prechtler war zu Lebzeiten vor allem als Dramatiker erfolgreich. Er schrieb Novellen, Reiseerinnerungen, gut 20 Dramen, 30 Opernlibretti und einige Bändchen mit Lyrik. Publizistisch war Prechtler auch für die Wiener Zeitung tätig. Auch war er 1867/1868 Theaterdirektor in München.
Prechtler starb am 6. August 1881 in Innsbruck.

### Familie
Prechtlers Mutter Barbara († 20. September 1843 in Wels-Vorstadt) war eine „Naturdichterin“. Seine Schwester Maria (auch Marie, * 2. Jänner 1816 in Wels; † 21. November 1903 in Maria Schmolln) war ebenfalls Dichterin, sein Bruder Josef Pfarrer.
Er war mit Marie Tichatschek (* ca. 1805; † 17. September 1893 in Innsbruck) verheiratet.

## Werke
- Mara, 1841, Libretto
- Isfendiar, 1843, dramatisches Gedicht
- Gedichte, 1844.
- Die Kronenwächter, 1844, Drama.
- Die Schule des Königs, 1844, Drama.
- Falconiere, 1846, Drama.
- Adrienne, 1847, historisches Drama.
- Die Rose von Sorrent, 1849, Drama.
- Johanna von Neapel, 1850. Drama.
- Zeitlosen, 1855, Gedichte.